# Michel Murr
Michel Murr (Arabisch: ميشال المرّ) (Bteghrine, 29 september 1932 – 31 januari 2021) was een Libanees politicus en zakenman. Als aanhanger van het christelijk geloof was hij lid van de Grieks-orthodoxe Kerk.
In de jaren negentig en de eerste jaren van de 21e eeuw bekleedde hij de post van minister van Binnenlandse Zaken.
Zijn zoon Elias al-Murr is ook zakenman en politicus.
Hij was de broer van de in 2008 overleden schrijfster en dichteres May Murr.